# Feedback (Album)
Feedback lautet der Titel einer EP mit gecovertem Material, die die kanadische Rockband Rush im Juni 2004 veröffentlicht hat.
Das Album besteht aus Coverversionen von Künstlern wie Neil Young, Cream oder The Who, die erfolgreich und berühmt waren, als Rush anfingen, ihre ersten Alben aufzunehmen. Geddy Lee erklärte auf der Jubiläumstour R30, dass sie diese Musik hörten und von ihr beeinflusst wurden, als sie junge Musiker waren.
Manche Stücke sind mehr bekannt als andere, doch was sie gemeinsam haben, ist, dass sie von Rush neu interpretiert werden, ohne den eigenen typischen Sound zu verleugnen.
Das Album ist wahrscheinlich nicht (ausschließlich) für die Fans zustande gekommen, sondern mehr für die agierenden Musiker selbst, die sich darauf so richtig austoben durften.

## Titel
1. „Summertime Blues“ – 3:53
2. „Heart full of Soul“ – 2:53
3. „For what it´s worth“ – 3:31
4. „The Seeker“ – 3:27
5. „Mr. Soul“ – 3:51
6. „Seven and seven is“ – 2:53
7. „Shapes of Things“ – 3:16
8. „Crossroads“ – 3:26

## Besetzung
- Geddy Lee – Bass, Gesang
- Alex Lifeson – Gitarren
- Neil Peart – Schlagzeug